# Prvenstvo Hrvatske u ragbiju 1981.
Prvenstvo Hrvatske u ragbiju u 1981. je bilo prvo seniorsko prvenstvo SR Hrvatske u ragbiju.

## Natjecateljski sustav
Igrao se jedan turnir i to po jednostrukom kup-sustavu.
Turnir se igrao u Splitu 16. svibnja 1981.

## Sudionici
Sudionici su bili splitska RK Nada, zagrebački Zagreb, sisački ragbi klub Sisak i sinjski Sinj.
Prvotno se najavilo osam momčadi, ali zbog novčarskih razloga su nastupila samo 4 sastava.

## Rezultati
- poluzavršnica

Split, 16. svibnja 1981.

Nada - Sisak

Zagreb - Sinj

- za 3. mjesto

Sinj - Sisak
- završnica

Nada - Zagreb 9:0

## Poredak
```
Pl   Klub
1. Nada  
2. Zagreb  
3. Sinj    
4. Sisak   
```

Prvak je splitska Nada.